# Gianluca Curci
Gianluca Curci (Roma, 12 de julio de 1985) es un portero de fútbol italiano. Se encuentra sin equipo tras abandonar el Hammarby Fotboll en julio de 2019.

## Trayectoria

### Roma AS
Curci se crio en el sector de la juventud de la Associazione Sportiva Roma. En la temporada 2003-2004 va en retirada con el primer equipo y es el tercer portero en color de rosa detrás de Iván Pelizzoli y Carlo Zotti. La temporada se cierra con sólo una presencia en el banco y el 31 de agosto de 2004 al Palermo compra la mitad de su registro. El debut llega en la temporada 2004-2005, donde hizo su debut en Roma-Parma y cuenta con un total de 11 apariciones. También en esta temporada se graduó campeón de Italia con el entrenamiento de primavera, dirigida por Alberto De Rossi, aunque en la final del torneo no se implementará desde su compromiso con el primer equipo. En la temporada 2005-2006 por el propietario, pero el derbi Roma- Lazio entrenador Luciano Spalletti prefiere el brasileño Doni, Curci sigue siendo el titular en la Copa de Italia y la Copa de la UEFA. En la temporada siguiente fue reconocido como el segundo portero, jugando cada partido como una Italia de arranque la Copa (excepto la final) y los últimos juegos de la liga que golpean la calificación a los cuartos Liga de Campeones. El debut en la liga en la temporada 2007-2008 llega a Reggio Calabria después de los regalos de lesiones en el medio tiempo, mientras que en el debut en la Liga de Campeones se lleva a cabo 2 de octubre en Old Trafford ante el Manchester United. El 24 de mayo gana una reserva, que la Copa de Italia contra el Inter en el Olímpico de Roma.

### Paso por Siena y Sampdoria
En la sesión de verano del Mercado de 2008 se vende en colaboración con el Siena con Daniele Galloppa (de plano) en la transacción que trae giallorosso Simone Loria y Artur. Al final de la temporada es de la asociación renovada entre las dos compañías.
Sampdoria 
El 2 de julio de 2010 a la Sampdoria en asociación formaliza la adquisición del jugador, la compra de la mitad en posesión de Siena, una compañía con la que el día de la Sampdoria-Napoli, cruza la línea de meta de un centenar de apariciones en la Serie A. Después de la temporada el equipo relegado, y él será el descenso por segunda vez consecutiva después de que el primer año con el Siena.

### El regreso a Roma
El 24 de junio de 2011 está totalmente redimida por Roma, por 500 000 euros, fue en colaboración con la Sampdoria. El debut de la temporada tendrá lugar el 22 de abril de 2012 contra la Juventus, después de haber parado un penalti a Andrea Pirlo, la carrera terminó 0 a 4 de la Vecchia Signora.

### Al Bologna
Pese a no haber jugado mucho en su último año y no haber hecho su mejor campaña en la Sampdoria, el Bologna se interesó mucho por él y fue cedido en la temporada 2012-13.

### Maguncia 05
El 15 de agosto de 2015 se hace oficial su marcha a la Bundesliga al Maguncia 05.

## Selección nacional
Él era un miembro de la selección sub-21 que ocupó desde 2005 a 2007 y compitió en dos de Europa sub-21.
Curci fue convocado por primera vez a la absoluta dirigida de Roberto Donadoni, como tercer portero en el amistoso Hungría -Italia (3-1) del 22 de agosto de 2007. Luego fue convocado a varios partidos de clasificación para la Eurocopa 2008, sin llegar a jugar ninguno de ellos.

## Clubes
| Temporada | Equipo | Liga    | Serie A | Serie A | Copa Nacional | Copa Nacional | UEFA   | UEFA  | Total  | Total |
| Temporada | Equipo | Liga    | Juegos  | Goles   | juegos        | Goles         | Juegos | Goles | Juegos | Goles |
| --------- | ------ | ------- | ------- | ------- | ------------- | ------------- | ------ | ----- | ------ | ----- |
| 2004-05   | Roma   | Serie A | 11      | 0       | 6             | 0             | 0      | 0     | 17     | 0     |
| 2005-06   | Roma   | Serie A | 10      | 0       | 5             | 0             | 8      | 0     | 23     | 0     |
| 2006-07   | Roma   | Serie A | 6       | 0       | 6             | 0             | 0      | 0     | 12     | 0     |
| 2007-08   | Roma   | Serie A | 2       | 0       | 5             | 0             | 1      | 0     | 6      | 0     |
| 2009-10   | Roma   | Serie A | 17      | 0       | 5             | 0             | 8      | 0     | 23     | 0     |
|           |        |         | 29      | 0       | 22            | 0             | 9      | 0     | 60     | 0     |